# دیزالو (وبگاه)
دیزالو (به انگلیسی: The Dissolve) یک وبگاه بررسی فیلم، اخبار و تفسیر بود که توسط پیچفورک گردانده می‌شد و در شیکاگو قرار داشت. منحل‌شدن وبگاه نیز در ۲۰۱۵ رخ داد.